# Muzică de avangardă
Muzica de avangardă este un termen utilizat pentru a caracteriza muzica, ce este considerată a fi înaintea timpului său, cu alte cuvinte muzica care conține elemente unice sau originale, sau fuziuni neexplorate ale diferitelor genuri.
Istoric vorbind, muzicologii au folosit în primul rând termenul de "muzică de avangardă" pentru tendințele radicale, de după 1945, ale stilului modernist în mai multe genuri ale artei muzicale, după moartea lui Anton Webern în 1945. în anii 1950 termenul de muzică de avangardă a fost predominant asociat cu muzica serială.
Astăzi termenul poate fi folosit pentru a desemna orice altă tendință de după 1945 a muzicii moderniste care nu poate fi definită ca muzică experimentală, deși, uneori, incluzând un tip de muzică experimentală caracterizată prin respingerea tonalității.

## Muzicieni reprezentativi
- John Cage
- Karlheinz Stockhausen
- Boards of Canada
- Throbbing Gristle
- Harry Partch
- Luigi Russolo
- Einstürzende Neubauten
- Merzbow
- Sonic Youth
- Sun Ra
- Velvet Underground
- Delia Derbyshire

## Vezi și
- Aleatoric music
- Avant-garde jazz
- Experimental metal
- Experimental music
- Experimental rock
- Free improvisation
- Free jazz
- Glitch
- Industrial music
- Noise music
- Surrealist music